# Arquitectura interactiva
La arquitectura interactiva se refiere a la rama de la arquitectura efímera que trata diversos ámbitos como Instalaciones interactivas, arquitectura cinética, escenografía, espacios inteligentes, realidad aumentada, videomapping, técnicas audiovisuales, iluminación, proyección, programación, impresión 3D… Pero todos ellos con el objetivo común de cambiar el modo de habitar y de comunicarse con el espacio y el lugar, incluyendo también el ámbito emotivo y artístico, lo que le relaciona directamente con el arte interactivo.
La interactividad es un concepto ampliamente utilizado en las ciencias de la comunicación, en informática, en diseño multimedia y en diseño industrial. Se entiende por interactivo la capacidad de respuestas ante estímulos, que origina un modo de diálogo entre arquitectura y usuario.
Actualmente la tecnología se ha democratizado
al hacerse más sencilla, facilitando que personas
antes ajenas puedan hacer uso de ella, permitiendo
a todo el mundo realizar creaciones sorprendentes.
Chema Díez del Corral.
Coordinador de Arquitecturas Interactivas (Máster en efímeras. ETSAM)

## Desencadenantes
Este tipo de arquitectura efímera comienza en los años 70, con el desarrollo de la informática y del mundo digital. Las técnicas audiovisuales se vuelven accesibles, en cuanto a tamaño, facilidad de uso y precio. Es con la democratización de estos medios técnicos, cuando comienza la arquitectura interactiva.
Un precedente histórico notable esta rama de la arquitectura efímera Fue el arquitecto Cedric Price, con su proyecto Generador, en 1976. Consistía en colección de piezas intercambiables integradas en un sistema informático que permitía rápidos cambios de organización y configuración. 
La característica más notable de la evolución de este campo de trabajo es que se desarrolla en paralelo con las nuevas tecnologías digitales con un sistema de código abierto, por lo que cada proyecto tiene un componente de innovación muy grande.

## Tipos de arquitectura interactiva
La arquitectura interactiva programada es la que lleva implícito un proceso de diseño y codificación, creando un código fuente de programas computacionales. El propósito de esta arquitectura programada es, mediante software (o conjunto de programas), exhibir un comportamiento deseado.

## Arquitectura interactiva con respuesta al estímulo exterior

### Sonoras

#### Define tu mar
Es una instalación sonora que utiliza diferentes tipos de altavoces sistemas y materiales. Una instalación interactiva sencilla que utiliza herramientas de código abierto.
En las instalaciones el sonido contribuye a delimitar activamente un lugar reabsorbiendo la oposición dualista entre tiempo y espacio. Una de las principales propiedades del sonido es la de esculpir el espacio" (Bosseur, 1998).

### Visuales

#### Pabellón AUDI, feria Design Miami, 2011. (BIG)
La firma danesa BIG architects y collision+schmidhuber & partner se unieron para diseñar un pabellón mostrando las posibilidades en el futuro respecto a  la movilidad urbana. Esta instalación fue creada para AUDI dentro del contexto de la feria Design Miami de este año 2011.
El pabellón introduce la idea de un nuevo pavimento digital.  Se creó un nuevo tipo de pavimento como una superficie interactiva, que permitiría liberar a las calles de los límites existentes entre peatones y vehículos, dándole mayor flexibilidad a los espacios públicos. El espacio construido del pabellón es un área con un continuo flujo de información, que permite una interacción en tiempo real entre los peatones y los autos.
Los 185 m² de la instalación se constituyen por miles de pantallas led y cámaras en 3D que reciben la información de movimiento de los peatones
La información se procesa y genera como resultado una serie de imágenes y formas que parecen perseguir y acompañar a los asistentes.
En una esquina del pabellón se encuentra un AUDI A2, quien se presenta como el foco central dentro del concepto de este prototipo de nuevo espacio urbano.
Desde el auto, aparecen continuamente flechas de colores que indican el recorrido futuro, que es determinado por el actuar de los visitantes y su posición dentro de la superficie.

### Audiovisuales

#### Fachada digital Medialab, Prado (Langarita y Navarro)
La fachada digital de Medialab-Prado ha sido diseñada por Langarita-Navarro arquitectos como parte del proyecto de rehabilitación de la antigua Serrería Belga, ubicado en la Plaza de las letras de Madrid.
La fachada consiste en una pantalla gigante, con especificaciones técnicas, que admiten formatos de AVI para video y PNG para imágenes ejecutados a través de una aplicación informática especifica. 
La interacción se produce mediante un sistema de cámaras CCTV color de recogida de imágenes en tiempo real, instalado en la fachada digital. De esta manera se facilita la realización de proyectos interactivos basados en el reconocimiento de la imagen y el movimiento. 

### Mecánicas

#### Umano
Un ejemplo de esta categoría, es la obra UMANO, realizada por los estudiantes del máster de efímeras de la ETSAM en Madrid. Se presenta una instalación interactiva que conjuga videomapping, sonido e interacción, para acompañar al espectador en un viaje a través del tiempo.
Busca hacer presente el pasado del edificio, evocando su estado natural en las cicatrices que reflejan el transcurso del tiempo en la sala. Se plantea llenar de vida estas huellas de sus muros, enfrentándolas a la ocupación del espacio por la actividad humana. Con ello se muestra la belleza del paso del tiempo en el lugar, un espacio ocupado por la naturaleza y en el que el visitante puede hacer revivir los fantasmas de las actividades pretéritas.

## Arquitectura interactiva sin respuesta al estímulo exterior

### Arquitectura interactiva mecánica
Se le llama mecanismo a los dispositivos o conjuntos de sólidos resistentes que reciben una energía de entrada y, a través de un sistema de transmisión y transformación de movimientos, realizan un trabajo.
La arquitectura interactiva mecánica es aquella que, frente al estímulo exterior, pone en marcha un mecanismo que genera una respuesta arquitectónica a ese estímulo.

#### Prada transformer (Rem Koolhass)
El proyecto de Rem Koolhaas, busca un espacio con la mayor flexibilidad posible para un pabellón que estará instalado durante el verano en Seúl, Corea, para ello aplica el “anti-blob”: simples formas geométricas (círculo, cruz, rectángulo, hexágono) encierran un espacio que acoge distintos usos (exhibición moda, cine, exhibición de arte, eventos especiales) dependiendo de cómo está rotado.
El “transformer” cambia de posición al ser girado por unas grúas, rotación que ocurrirá 3 veces durante sus 6 meses de vida. La forma que actúa de plataforma sirve específicamente al uso que se le dará, apoyado por los elementos de las otras caras. Así, mientras el hexágono actúa de suelo para una exhibición, modelos de cartón “caminan” por la pared, que es a su vez las graderías del modo cine. En este modo, el proyector se ubica en la cara redonda que cubre el lado.

#### CLOUD. (Caitlind r.c. Brown)
La pieza creada a partir de una estructura de acero y tiras de metal, está hecha a partir de 1.000 ampolletas que se encienden al tirar la cadena de contacto, y un adicional de 5.000 luces, recolectadas a partir de donaciones por el público.
CLOUD pide al espectador participar y experimentar el trabajo a partir del contacto; los visitantes, ubicados de pie por debajo de la instalación, pueden tirar de las cadenas para encender y apagar la nube eléctrica, logrando una creación estética de parpadeo.

#### Puente rodante. (Thomas Heatherwick)
Un ejemplo de lo mecánico es el Puente Rodante de Thomas Heatherwick. Inspirado en la procesión de la alfombra roja de las ceremonias de los Oscar y operado por rampas hidráulicas colocadas en los pasamanos, el puente rueda y se desenrolla. Aquí, usando la mecánica simple, el puente responde a las necesidades de la ciudad ya sea abriendo el paso de agua o creando un pasaje para las personas.

### Arquitectura interactiva proyectada
La arquitectura interactiva proyectada es la que se produce mediante la luz artificial, con un sistema de proyectores y luminarias, sobre un soporte físico que permita su representación.
En este ámbito, cabe destacar el videomapping o técnica de proyectar sobre edificios o estructuras vídeos previamente preparados para que se adapten perfectamente a la superficie proyectada, teniendo en cuenta los elementos de la construcción, generando sensación de movimiento, profundidad y realismo. El videomapping Puede trasladar al espectador a cualquier escenario imaginable. El videomapping se realiza mediante programas de 3d y postproducción y puede proyectarse sobre cualquier objeto, estructura o superficie.

#### Interactive architecture (Graffiti Research Lab)
Graffiti Research Lab es un colectivo que pretende otorgar a los artistas graffiteros una amplia fuente de herramientas para la comunicación urbana. G.R.L. tiene como premisa explorar tecnológicamente las posibilidades del graffiti para que los individuos alteren creativamente su entorno y lo reclamen de la cultura comercial y corporativa actual.
Uno de sus últimos experimentos; Interactive architecture, es una ilustración del concepto que las proyecciones digitales pueden interactuar con las superficies sobre las cuales son proyectadas. Utilizando la fachada completa de un edificio, un proyector, un computador y un código generador, es una interesante propuesta que otorga dinamismo y movilidad a la condición estática de la fachada, logrando flexibilidad temporal.